# Pièce de 50 centimes d'euro
Pièce de 50 euro cent
La pièce de 50 centimes d'euro, 50 euro cent ou simplement 50 cents est la sixième pièce (par ordre de valeur croissante) en euro en circulation. Elle vaut un demi euro. Elle est émise par les pays de la zone euro et par les pays ayant établi des accords avec les autorités européennes (Andorre, Monaco, Saint-Marin et le Vatican), soit actuellement par 24 pays. Émise à partir de 1999, elle est en circulation depuis 2002 dans les pays ayant adopté l'euro et a été gravé par Luc Luycx. 
Au 1er janvier 2025, il y avait 7 328 807 769 pièces de 50 centimes en circulation au sein de la zone euro, pour une valeur totale de 3 664 403 885 €.

## Spécifications techniques

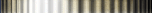
Tranche de la pièce de 50 centimes.

La pièce est composée d'un alliage, appelé or nordique (ou alliage nordique), composé de 89 % de cuivre, 5 % d'aluminium, 5 % de zinc et 1 % d'étain. Elle a un diamètre de 24,25 mm, une épaisseur de 2,38 mm et une masse de 7,8 g. Ses bords sont festonnés. La tranche est pourvue d'une cannelure épaisse.
La pièce est frappée en frappe médaille, ce qui signifie que les deux faces de la pièce apparaissent dans le même sens si on la fait pivoter sur son axe vertical.
La pièce est émise avec un revers commun à tous les pays émettant des pièces en euro et un avers national choisi par le pays émetteur selon les spécifications émises par les autorités européennes.
L'inscription "LL" à droite du nombre 50 est la signature du graveur, Luc Luycx.

### Modification des spécificités techniques
À la suite des tests techniques opérés avec des appareils automatiques et des non-voyants, la tranche de la pièce de 50 centimes a été modifiée pour mieux la distinguer. Les stries fines ont été abandonnées au profit de cannelures larges. Le poids a également été augmenté,.

## Description des pièces

### Revers: faces communes
| 1999-2007 | Zone euro, Carte de l'Europe des 15 | Zone euro, Carte de l'Europe des 15 |
| 1999-2007 | La valeur nominale 50 EURO CENT en trois lignes, à droite d'une carte de l'Union européenne montrant les 15 premiers États-membres de manière séparée, symbolisant l'union de nations. La carte est posée sur 6 lignes verticales sur lesquelles sont apposées une étoile, en haut et en bas de chaque ligne. |                                     |
| 1999-2007 | Graveur : Luc Luycx |                                     |

| 2007- | Zone euro, Carte du continent européen | Zone euro, Carte du continent européen |
| 2007- | La valeur nominale 50 EURO CENT en trois lignes, à droite d'une carte du continent européen sans aucune frontière. La carte est posée sur 6 lignes verticales sur lesquelles sont apposées une étoile, en haut et en bas de chaque ligne. À la suite de l'élargissement de l'Union européenne en 2004 et l'adoption de l'euro par la Slovénie en 2007, la face commune qui représentait l'Europe des 15 fut revue, sur décision du Conseil des ministres de l'Union européenne de 2005, pour y faire figurer tous les pays d'Europe et éviter de devoir changer la carte à chaque élargissement. Les pays doivent adopter le nouveau revers, au plus tard en 2008. Tous les pays utilisant déjà l'euro adoptent le nouveau revers dès 2007, à l'exception de l'Autriche, l'Italie, le Portugal, Saint-Marin et le Vatican, qui l'adoptent en 2008. |                                        |
| 2007- | Graveur : Luc Luycx |                                        |

### Avers: faces nationales
| 2002- | Allemagne, Porte de Brandebourg | Allemagne, Porte de Brandebourg |
| 2002- | La Porte de Brandebourg, à Berlin, choisie comme symbole de la réunification allemande et européenne, au-dessus du millésime. Le tout est entouré des 12 étoiles du drapeau européen dans un anneau. |                                 |
| 2002- | Graveur : Reinhard Heinsdorff |                                 |

| 2014- | Andorre, Église de Santa Coloma | Andorre, Église de Santa Coloma |
| 2014- | L'église de Santa Coloma, dans la paroisse d'Andorre-la-Vieille, derrière un portail en pierres. À droite, à la verticale, le nom du pays émetteur ANDORRA et le millésime. Le tout est entouré des 12 étoiles du drapeau européen. |                                 |
| 2014- | Graveur : |                                 |

| 2002- | Autriche, Palais de la Sécession | Autriche, Palais de la Sécession |
| 2002- | La façade du Palais de la Sécession à Vienne, pour illustrer l'Art nouveau (l'architecture est le thème choisi pour illustrer les pièces autrichiennes de 10, 20 et 50 cent(ime)s). En haut, en arc de cercle, la valeur nominale 50 EURO CENT. À droite, le drapeau autrichien à la verticale, représenté selon les conventions héraldiques (hachures verticales pour le rouge, aucune hachure pour le blanc) et le millésime. Le tout est entouré des 12 étoiles du drapeau européen dans un anneau. |                                  |
| 2002- | Graveur : Josef Kaiser |                                  |

| 1999-2007 | Belgique, Roi Albert II, 1er type | Belgique, Roi Albert II, 1er type |
| 1999-2007 | Effigie d'Albert II (1934- ), Roi des Belges, tournée vers la gauche et entourée des 12 étoiles du drapeau européen dans un anneau. Les étoiles sont interrompues, à droite, par le monogramme royal d'Albert II et par le millésime. |                                   |
| 1999-2007 | Graveur : Jan Alfons Keustermans |                                   |

| 2008 | Belgique, Roi Albert II, 2e type | Belgique, Roi Albert II, 2e type |
| 2008 | Effigie d'Albert II (1934- ), Roi des Belges, tournée vers la gauche. À droite, le monogramme royal d'Albert II au-dessus des lettres BE représentant le pays émetteur. Sous l'effigie, le millésime. Le tout est entouré des 12 étoiles du drapeau européen dans un anneau. La Belgique se met en conformité avec les nouvelles règles européennes pour l'émission de pièces en euro, ajoutant la mention du pays et déplaçant le monogramme et le millésime pour ne pas interrompre le cercle d'étoiles. L'effigie du Roi Albert II est légèrement retouchée. |                                  |
| 2008 | Graveur : Jan Alfons Keustermans |                                  |

| 2009-2013 | Belgique, Roi Albert II, 3e type | Belgique, Roi Albert II, 3e type |
| 2009-2013 | Effigie d'Albert II (1934- ), Roi des Belges, tournée vers la gauche. À droite, le monogramme royal d'Albert II au-dessus des lettres BE représentant le pays émetteur. Sous l'effigie, le millésime. Le tout est entouré des 12 étoiles du drapeau européen dans un anneau. L'effigie du Roi Albert II est modifiée à nouveau pour reprendre son apparence d'origine, en raison de la réglementation européenne ne l'autorisant pas à modifier l'effigie du roi. |                                  |
| 2009-2013 | Graveur : Jan Alfons Keustermans |                                  |

| 2014- | Belgique, Roi Philippe | Belgique, Roi Philippe |
| 2014- | Effigie de Philippe (1960- ), Roi des Belges, tournée vers la droite. À gauche, le monogramme royal de Philippe au-dessus des lettres BE représentant le pays émetteur. Sous l'effigie, le millésime. Le tout est entouré des 12 étoiles du drapeau européen dans un anneau. L'effigie du Roi Philippe remplace celle de son père à la suite de l'accession au trône de Philippe, le 21 juillet 2013. |                        |
| 2014- | Graveur : Luc Luycx |                        |

| 2008- | Chypre, Bateau de Kyrénia | Chypre, Bateau de Kyrénia |
| 2008- | Le bateau de Kyrénia datant du IVe siècle av. J.-C., en dessous du nom du pays émetteur en grec et en turc KYΠPOΣ KIBRIS, formant un arc de cercle. Entre les 2 mots se trouve le millésime. Le tout est entouré des 12 étoiles du drapeau européen. |                           |
| 2008- | Graveur : Tatiana Soteropoulos et Erik Maell |                           |

| 2023- | Croatie, Nikola Tesla | Croatie, Nikola Tesla |
| 2023- | Sur la partie centrale de la face nationale de la pièce figure un portrait de Nikola Tesla entouré de lignes de champ magnétique. À l’arrière-plan se trouve le damier croate, élément des armoiries de la République de Croatie. L’inscription du pays émetteur «HRVATSKA» figure en haut à gauche et l’année d’émission en bas à droite. Le tout est entouré des 12 étoiles du drapeau européen. |                       |
| 2023- | Graveur : Ivan Domagoj Racic |                       |

| 1999-2009 | Espagne, Miguel de Cervantes, 1er type | Espagne, Miguel de Cervantes, 1er type |
| 1999-2009 | L'effigie de l'écrivain espagnol Miguel de Cervantes (1547-1616) tournée légèrement vers la gauche, à côté d'une plume et de son nom en arc de cercle Cervantes. En haut à gauche, la mention du pays émetteur ESPAÑA. En bas, le millésime. Le tout est entouré des 12 étoiles du drapeau européen dont 4 sont en creux et 8 en relief. |                                        |
| 1999-2009 | Graveur : Begoña Castellanos |                                        |

| 2010- | Espagne, Miguel de Cervantes, 2e type | Espagne, Miguel de Cervantes, 2e type |
| 2010- | L'effigie de l'écrivain espagnol Miguel de Cervantes (1547-1616) tournée légèrement vers la gauche, à côté d'une plume et de son nom en arc de cercle Cervantes. En haut à gauche, la mention du pays émetteur ESPAÑA. En bas, le millésime. Le tout est entouré des 12 étoiles du drapeau européen en relief. L'Espagne se met en conformité avec les nouvelles règles européennes pour l'émission de pièces en euro, en présentant désormais l'ensemble des étoiles de la même façon : en relief. |                                       |
| 2010- | Graveur : Begoña Castellanos |                                       |

| 2011- | Estonie, Carte de l'Estonie | Estonie, Carte de l'Estonie |
| 2011- | La carte de l'Estonie en creux au-dessus de la mention du pays émetteur EESTI et en dessous du millésime. Le tout est entouré des 12 étoiles du drapeau européen dans un anneau. |                             |
| 2011- | Graveur : Lembit Lõhmus |                             |

| 1999-2006 | Finlande, Lion héraldique, 1er type | Finlande, Lion héraldique, 1er type |
| 1999-2006 | Le lion héraldique finlandais tel que présent sur les armoiries de la Finlande, c'est-à-dire couronné, brandissant une épée à l'aide de la patte antérieure droite, elle-même protégée par une pièce d'armure, et marchand sur un sabre. À gauche, le millésime. Le tout est entouré des 12 étoiles du drapeau européen. |                                     |
| 1999-2006 | Graveur : Heikki Häiväoja |                                     |

| 2007- | Finlande, Lion héraldique, 2e type | Finlande, Lion héraldique, 2e type |
| 2007- | Le lion héraldique finlandais tel que présent sur les armoiries de la Finlande, c'est-à-dire couronné, brandissant une épée à l'aide de la patte antérieure droite, elle-même protégée par une pièce d'armure, et marchand sur un sabre. À gauche, le millésime. Sous la patte postérieure gauche du lion, la mention du pays émetteur représenté par les lettres FI. Le tout est entouré des 12 étoiles du drapeau européen. |                                    |
| 2007- | Graveur : Heikki Häiväoja |                                    |

| 1999-2023 | France, Nouvelle semeuse | France, Nouvelle semeuse |
| 1999-2023 | La Semeuse d'Oscar Roty, reproduite de manière stylisée, portant un bonnet phrygien et semant devant un soleil levant. À gauche, des lignes horizontales interrompues par le millésime. À droite, des lignes verticales interrompues par la mention du pays émetteur représenté par les initiales RF pour République française. Le tout est entouré des 12 étoiles du drapeau européen. Le fond représente le drapeau de la France de manière stylisée selon les conventions héraldiques : hachures horizontales pour le bleu, absence de hachures pour le blanc et les hachures verticales pour le rouge. |                          |
| 1999-2023 | Graveur : Laurent Jorio |                          |

| 2024- | France, Marie Curie | France, Marie Curie |
| 2024- | Les faces nationales françaises des pièces normales de 10, 20 et 50 cents sont renouvelées pour la première fois depuis l’introduction de l’euro. Le dessin représente le portrait stylisé de Marie Curie regardant vers la gauche, placé au centre d’un drapeau français pour symboliser son incarnation iconique de la République française. Le nom est inscrit au centre de la pièce. Le millésime et la mention «RF» sont insérés parmi les trois couleurs du drapeau. La Semeuse figure en avant-plan. L’anneau extérieur des pièces représente les douze étoiles du drapeau européen. |                     |
| 2024- | Graveur : Joaquin Jimenez |                     |

| 2002- | Grèce, Elefthérios Venizélos | Grèce, Elefthérios Venizélos |
| 2002- | Le buste de l'homme politique grec Elefthérios Venizélos (1864–1936) tourné légèrement vers la gauche. Sous son col est indiqué son nom ΕΛ. ΒΕΝΙΖΕΛΟΣ. À gauche est indiquée la valeur nominale en grec, 50 ΛΕΠΤΑ et le millésime, en bas. Le tout est entouré des 12 étoiles du drapeau européen, dont 3 sont en creux sur le buste. |                              |
| 2002- | Graveur : Georgios Stamatopoulos |                              |

| 2002- | Irlande, Harpe | Irlande, Harpe |
| 2002- | La harpe gaélique de Brian Boru, symbole de l'Irlande et présente sur les armoiries du pays, entourée à gauche de la mention du pays émetteur éıʀe et, à droite, du millésime. Le tout est entouré des 12 étoiles du drapeau européen. |                |
| 2002- | Graveur : Jarlath Hayes |                |

| 2002- | Italie, Statue équestre de Marc Aurèle | Italie, Statue équestre de Marc Aurèle |
| 2002- | La statue équestre de l'Empereur romain Marc Aurèle, sur le pavement la place du Capitole, dessiné par Michel-Ange. En haut, à droite, la mention du pays émetteur représenté par les lettres R et I (pour Repubblica italiana) superposées. En bas, le millésime. Le tout est entouré des 12 étoiles du drapeau européen. |                                        |
| 2002- | Graveur : Roberto Mauri |                                        |

| 2014- | Lettonie, Armoiries | Lettonie, Armoiries |
| 2014- | Les armoiries de la Lettonie, composées d'un bouclier où apparaît un soleil, tenu par un lion et un griffon rampant et surmonté par trois étoiles symbolisant les trois régions historiques. Sous les armoiries, le millésime, en deux parties séparées par le ruban des armoiries, et la mention du pays émetteur LATVIJA. Le tout est entouré des 12 étoiles du drapeau européen. |                     |
| 2014- | Graveur : Laimonis Šēnbergs et Jānis Strupulis |                     |

| 2015- | Lituanie, Vytis | Lituanie, Vytis |
| 2015- | Le chevalier Vytis, tel que présent sur les armoiries de la Lituanie, brandissant une épée dans la main droite et se protégeant avec un bouclier ornée d'une double croix au bras gauche. Le cheval se cabre. En bas, la mention du pays émetteur LIETUVA. En haut à droite, le millésime. Le tout est entouré des 12 étoiles du drapeau européen dans un anneau dont le fond est strié horizontalement. |                 |
| 2015- | Graveur : Antanas Žukauskas |                 |

| 2002- | Luxembourg, Grand-Duc Henri | Luxembourg, Grand-Duc Henri |
| 2002- | L'effigie stylisée d'Henri (1955- ), Grand-Duc de Luxembourg, tournée vers la droite. Derrière sa nuque, le millésime. Le tout est entouré de la mention du pays émetteur LËTZEBUERG et des 12 étoiles du drapeau européen, dont deux en creux. |                             |
| 2002- | Graveur : Yvette Gastauer-Claire |                             |

| 2008- | Malte, Armoiries | Malte, Armoiries |
| 2008- | Les armoiries de Malte, entourées, en haut à gauche, de la mention du pays émetteur MALTA et, en haut à droite, du millésime. Le tout est entouré des 12 étoiles du drapeau européen dans un anneau dont le fond est strié. |                  |
| 2008- | Graveur : Noel Galea Bason |                  |

| 2001-2004 | Monaco, Chevalier Grimaldi | Monaco, Chevalier Grimaldi |
| 2001-2004 | Le sceau personnel du Prince Rainier III montrant un chevalier médiéval sur un cheval drapé, brandissant une épée dans sa main droite et se protégeant à l'aide d'un bouclier portant le blason de la principauté dans sa main gauche et se dirigeant vers la droite. Dans un anneau, la mention du pays émetteur MONACO, en haut, le millésime en bas et les 12 étoiles du drapeau européen rassemblées en deux groupes de 6 étoiles. |                            |
| 2001-2004 | Graveur : Roger Bertrand Baron |                            |

| 2006- | Monaco, Monogramme du Prince Albert II | Monaco, Monogramme du Prince Albert II |
| 2006- | Le monogramme d'Albert II, Prince de Monaco, composé d'un double A et surmonté d'une couronne. En haut, la mention du pays émetteur MONACO. En bas, le millésime. Le tout est entouré des 12 étoiles du drapeau européen dans un anneau. Le monogramme d'Albert II remplace le Chevalier Grimaldi, utilisé dans la série précédente, liée au règne du Prince Rainier III, décédé le 6 avril 2005, et auquel a succédé son fils. |                                        |
| 2006- | Graveur : |                                        |

| 1999-2013 | Pays-Bas, Reine Beatrix | Pays-Bas, Reine Beatrix |
| 1999-2013 | L'effigie stylisée de Beatrix (1938- ), Reine des Pays-Bas, tournée vers la gauche et entourée de points et des 12 étoiles du drapeau européen. Le pourtour reprend la légende BEATRIX KONIGING DER NEDERLANDEN (Beatrix Reine des Pays-Bas), complétée en bas par le millésime. |                         |
| 1999-2013 | Graveur : Bruno Ninaber van Eyben |                         |

| 2014- | Pays-Bas, Roi Willem-Alexander | Pays-Bas, Roi Willem-Alexander |
| 2014- | L'effigie stylisée de Willem-Alexander (1967- ), Roi des Pays-Bas, tournée vers la droite. Un double bandeau traverse verticalement l'effigie avec la légende Willem-Alexander Koning der Nederlanden (Willem-Alexander Roi des Pays-Bas). En bas à gauche, le millésime. Le tout est entouré des 12 étoiles du drapeau européen. L'effigie du Roi Willem-Alexander remplace celle de sa mère à la suite de l'accession au trône de Willem-Alexander, le 30 avril 2013. |                                |
| 2014- | Graveur : Erwin Olaf |                                |

| 2002- | Portugal, Sceau royal de 1142 | Portugal, Sceau royal de 1142 |
| 2002- | Le sceau du Roi Alphonse Ier, datant de 1142, entouré, en haut, de sept châteaux et, en bas, de cinq écussons comprenant chacun 5 points. Les châteaux et les écussons étant extraits des armoiries du Portugal. Entourant chaque château, les lettres formant le nom du pays émetteur PORTUGAL. Entre chaque écusson, les chiffres formant le millésime. Le tout est entouré des 12 étoiles du drapeau européen en creux dans un anneau. |                               |
| 2002- | Graveur : Vitor Manuel Fernandes dos Santos |                               |

| 2002-2016 | Saint-Marin, Trois tours | Saint-Marin, Trois tours |
| 2002-2016 | Les trois tours au sommet des trois sommets du mont Titano, à Saint-Marin : Guaita, Cesta et Montale. En haut, en arc de cercle, la mention du pays émetteur SAN MARINO précédée par le millésime. Le tout est entouré des 12 étoiles du drapeau européen. |                          |
| 2002-2016 | Graveur : Frantisek Chochola |                          |

| 2017- | Saint-Marin, Saint Marin | Saint-Marin, Saint Marin |
| 2017- | Une représentation de Saint Marin d'après une peinture d'Emilio Retrosi exposée au Palais public de Saint-Marin, entourée, en arc de cercle, à gauche, de la mention du pays émetteur SAN MARINO et, à droite, du millésime. Le tout est entouré des 12 étoiles du drapeau européen. En 2017, Saint-Marin a modifié l'ensemble des faces nationales de ses pièces, quinze ans après l'introduction de l'euro dans le pays. |                          |
| 2017- | Graveur : Uliana Pernazza |                          |

| 2009- | Slovaquie, Château de Bratislava | Slovaquie, Château de Bratislava |
| 2009- | Le Château de Bratislava, dans le centre historique de la capitale slovaque, vu d'en bas. Sous le château, à gauche, les armoiries de la Slovaquie, comprenant une double croix. En bas, le nom du pays émetteur SLOVENSKO sous le millésime. Le tout est entouré des 12 étoiles du drapeau européen dans un anneau. |                                  |
| 2009- | Graveur : Ján Černaj et Pavol Károly |                                  |

| 2007- | Slovénie, Mont Triglav | Slovénie, Mont Triglav |
| 2007- | Le mont Triglav dans les Alpes juliennes sous la constellation du Cancer, composée de 5 étoiles reliées par des pointillés. En haut, la légende OJ TRIGLAV MOJ DOM (Ô Triglav ma maison), en arc de cercle. En bas, à gauche, le millésime placé en oblique. Le tout est entouré des 12 étoiles du drapeau européen entre lesquelles sont disposées les lettres du nom du pays émetteur SLOVENIJA. |                        |
| 2007- | Graveur : Miljenko Licul (sl), Maja Licul et Janez Boljka (sl) |                        |

| 2002-2005 | Vatican, Pape Jean-Paul II | Vatican, Pape Jean-Paul II |
| 2002-2005 | L'effigie du Pape Jean-Paul II (1920-2005), portant une calotte, tournée vers la gauche. Le tout est entouré de la mention du pays émetteur CITTÀ DEL VATICANO, à gauche, des 12 étoiles du drapeau européen, à droite et du millésime en bas. |                            |
| 2002-2005 | Graveur : Uliana Pernazza |                            |

| 2005 | Vatican, Sede vacante | Vatican, Sede vacante |
| 2005 | Les armoiries d'Eduardo Martínez Somalo, Camerlingue de la Sainte Église romaine, sous l'emblème de la Chambre apostolique, entourées de la légende •SEDE•VACANTE•MMV• (Siège vacant 2005). Le tout est entouré de la mention du pays émetteur CITTÀ DEL VATICANO, en bas et des 12 étoiles du drapeau européen, en haut. À la suite du décès du Pape Jean-Paul II, le 2 avril 2005, le Siège pontifical est resté vacant jusqu'à l'élection du Pape Benoît XVI, le 19 avril 2005. Pendant cette période, la Chambre apostolique est placé sous la responsabilité du Camerlingue, le cardinal Eduardo Martínez Somalo. Par tradition, les pièces portent ses armoiries pour marquer la vacance du Siège apostolique. |                       |
| 2005 | Graveur : Maria Carmela Colaneri |                       |

| 2006-2013 | Vatican, Pape Benoît XVI | Vatican, Pape Benoît XVI |
| 2006-2013 | L'effigie du Pape Benoît XVI (1927-2022), portant une calotte, légèrement tournée vers la droite et au-dessus de la mention du pays émetteur CITTÀ DEL VATICANO, suivi d'un point et du millésime. Le tout est entouré des 12 étoiles du drapeau européen. Élu Pape sous le nom de Benoît XVI, le 19 avril 2005, l'effigie de Joseph Ratzinger apparaît sur les pièces du Vatican à partir de 2006. |                          |
| 2006-2013 | Graveur : Luciana De Simoni |                          |

| 2014-2016 | Vatican, Pape François - Effigie | Vatican, Pape François - Effigie |
| 2014-2016 | L'effigie du Pape François, portant une calotte et entouré de la mention du pays émetteur CITTÀ DEL VATICANO. À droite, le millésime. Le tout est entouré des 12 étoiles du drapeau européen. Élu Pape sous le nom de François (1936- ), le 13 mars 2013, l'effigie de Jorge Bergoglio remplace celle de Benoît XVI sur les pièces du Vatican à partir de 2014. |                                  |
| 2014-2016 | Graveur : Orietta Rossi (dessin) et Luciana De Simoni (gravure) |                                  |

| 2017- | Vatican, Pape François - Armoiries | Vatican, Pape François - Armoiries |
| 2017- | Les armoiries du Pape François entourées de la mention du pays émetteur CITTÀ DEL, à gauche, et VATICANO, à droite. En bas, à droite, le millésime. Le tout est entouré des 12 étoiles du drapeau européen. |                                    |
| 2017- | Graveur : Ettore Lorenzo Frapiccini |                                    |

## Pièces en  circulation
Au 1er janvier 2025, il y avait 7 328 807 769 pièces de 50 centimes en circulation au sein de la zone euro, pour une valeur totale de 3 664 403 885 €.
La Banque centrale européenne contrôle constamment la circulation et le stock de pièces et de billets en euro. C'est une tâche effectuée par l'Eurosystème (c’est-à-dire la Banque centrale européenne (BCE) et les vingt banques centrales nationales (BCN) de la zone euro) pour assurer un approvisionnement efficace et sans heurts de l'euro et pour en maintenir l'intégrité.
La BCE fournit chaque mois des statistiques sur le nombre de pièces de monnaie en circulation.
Il s’agit d’un nombre net, à savoir du nombre de pièces émises, diminué de la somme des pièces retirées ou rentrées et des pièces en dépôt dans les banques nationales de la zone euro.
Les chiffres fournis sont les suivants (le montant est arrondi à l'euro sur le site de la BCE et est reproduit comme tel) :
| Année | Quantité      | Valeur        | Année | Quantité      | Valeur        | Année | Quantité      | Valeur        |
| ----- | ------------- | ------------- | ----- | ------------- | ------------- | ----- | ------------- | ------------- |
| *     | 4 258 342 892 | 2 129 171 446 | 2008  | 4 835 252 582 | 2 417 626 291 | 2015  | 5 751 150 174 | 2 875 575 087 |
| 2002  | 3 674 732 132 | 1 837 366 066 | 2009  | 5 004 933 393 | 2 502 466 697 | 2016  | 5 900 875 251 | 2 950 437 626 |
| 2003  | 3 803 555 630 | 1 901 777 815 | 2010  | 5 142 963 129 | 2 571 481 565 | 2017  | 6 103 717 522 | 3 051 858 761 |
| 2004  | 4 023 717 915 | 2 011 858 958 | 2011  | 5 265 454 868 | 2 632 727 434 | 2018  | 6 296 416 184 | 3 148 208 092 |
| 2005  | 4 242 569 187 | 2 121 284 594 | 2012  | 5 339 854 923 | 2 669 927 462 | 2019  | 6 497 298 133 | 3 248 649 067 |
| 2006  | 4 455 407 786 | 2 227 703 893 | 2013  | 5 432 032 469 | 2 716 016 235 | 2020  | 6 582 650 908 | 3 291 325 454 |
| 2007  | 4 657 186 365 | 2 328 593 183 | 2014  | 5 580 624 859 | 2 790 312 430 |       |               |               |

* : au lancement de l'euro fiduciaire (1er janvier 2002).
La publication des statistiques les plus significatives du nombre de pièces en circulation relevées chaque année est celle du 31 décembre, ce nombre étant le plus élevé de l'année, à l'exception de l'année 2002 (introduction des pièces), et sauf en 2020, année au cours de laquelle le nombre maximum de pièces en circulation a été atteint en septembre avec 6 590 399 182 pièces.
Les statistiques pour chaque valeur sont disponibles à la page générale des pièces de monnaie en euro.